# ラッセン山
ラッセン山（ラッセンさん、Mount Lassen、またはLassen Peak）はアメリカ合衆国のカリフォルニア州北部にある火山。カスケード山脈の南端に位置する。標高は3187m。

## 概要
カスケード山脈で最も南にある火山で、アメリカ地質調査所によると地球上で最大規模の溶岩円頂丘の一つである。
最も近年の噴火は20世紀に起こり、1914年から始まったその火山活動は1915年5月の噴火でピークに達し、1921年まで続いた。現在も熱水泉や蒸気の噴出が見られる。噴火後にその周囲を含めてラッセン火山国立公園（Lassen Volcanic National Park）に指定された。
ラッセン山の名は、デンマーク出身の開拓者ピーター・ラッセンに因んで名付けられている。
| - 北東麓 - 南から - 1915年の噴火 - 1915年の噴火 |